# 최영철 (기업인)
최영철(영어: Lawrence Choi)는 SSHT 스위스호텔전문대를 졸업하고 이태리정부가 창립한 CIT(Compagnia Italiana Turismo)의 아시아 태평양 CEO로 유럽전문 영화, 드라마, 테크니컬 비지트 등의 로케이션 수배, 파리 엘리트모델매니지먼트, 뉴욕 포드 슈퍼모델 한국 CEO를 역임하고, 2011년 슈퍼탤런트 오브 더 월드를 창립하여 운영하고 있다.

## 같이 보기
- 토마스 질리아쿠스
- 상하이 미디어 그룹
- 타임즈 오브 인디아